# Giuseppe Morello
Giuseppe Morello (Corleone, 2 mei 1867 – New York, 15 augustus 1930), ook bekend onder de bijnamen Peter Morello, The Clutch Hand en The Old Fox, was een Italiaans-Amerikaans crimineel en hoofd van de familie Morello, de eerste maffiafamilie in New York en de voorganger van de familie Genovese.
In het jaar 1892 arriveerde Morello in New York. Net als andere maffiosi was hij gevlucht voor de politie en begon hij een nieuw leven. In 1901 begon hij weer aan zijn criminele praktijken en zette hij een drukpers op voor valsmunterij. In 1903 telde zijn maffiabende dertig leden, onder wie 'Lupo de Wolf', die zijn partner zou worden. Lupo bezat een groothandel in kruideniers- en delicatessenartikelen en verdiende hier veel geld mee. Morello en hij persten samen hun rijkste klanten af en stuurden dreigbrieven uit naam van 'de Zwarte Hand'.